# Sherone Simpson
Pour les articles homonymes, voir Simpson.
Sherone Simpson (née le 12 août 1984 à Paroisse de Manchester) est une athlète jamaïcaine, pratiquant le sprint.

## Biographie
Après un titre olympique avec ses compatriotes Tayna Lawrence, Aleen Bailey et Veronica Campbell du relais 4 × 100 mètres, elle termina finaliste l'année suivante du 100 mètres lors des mondiaux 2005 
Finaliste sur 100 mètres à Helsinki. Elle remporta sa deuxième médaille en relais avec une médaille d'argent.
Pour la saison 2006, elle remporte tout d'abord la médaille d'or du 200 mètres aux jeux du Commonwealth de Melbourne. Après avoir réussi le meilleur temps de la saison, elle est battue par la revenante Marion Jones au Meeting Gaz de France avant de prendre sa revanche au Golden Gala dans les meetings de la Golden League, qui en l'absence de grands championnats, constitue son principal objectif de la saison.
Lors des Jeux olympiques de 2008, elle termine à la seconde place du 100 mètres, ex-equo avec sa compatriote Kerron Stewart, derrière une autre de ses compatriotes Shelly-Ann Fraser. Quelques jours plus tard, elle fait partie du relais jamaicain qui est favori du 4 × 100 mètres mais une erreur de transmission met fin à leur espoir de médaille.
Lors de la saison 2010, elle remporte le titre national sur 100 m en 11 s 12. Le 14 mai 2010, elle termine 2e du meeting de Doha, partie intégrante de la Ligue de diamant, en 22 s 64 derrière sa compatriote Kerron Stewart. Aux Championnats du monde de Daegu 2011 et aux Jeux olympiques de Londres 2012, Simpson remporte les médailles d'argent du relais 4 x 100 m.
En 2013, Sherone Simpson est suspendue six mois pour dopage à la suite d'un contrôle positif lors des Championnats de Jamaïque : sa suspension commence le 21 juin 2013 et se termine le 20 décembre de la même année.
Elle revient sur la scène en 2015 où elle remporte les Jeux panaméricains sur 100 m en réalisant 10 s 95, son meilleur temps depuis la saison 2008. Elle se classe également deuxième du relais 4 x 100 m. Aux Championnats du monde de Pékin, elle est éliminée en demi-finale du 100 m avec 11 s 06 mais termine huitième de la finale du 200 m (22 s 50). Avec le relais 4 x 100 m, elle remporte son premier titre mondial. L'équipe de Jamaïque établit la seconde meilleure performance mondiale de tous les temps avec 41 s 09, derrière le record du monde des américaines (40 s 82).
En juin 2016, elle annonce son forfait pour les Jeux olympiques de Rio à la suite d'une blessure et d'une maternité. Elle donne naissance à son enfant en octobre suivant mais déclare forfait pour les Championnats nationaux du mois d'avril à la suite d'une nouvelle blessure. Elle prépare son retour pour la saison 2018.

## Palmarès
| Date | Compétition                        | Lieu             | Résultat | Épreuve   | Temps         |
| ---- | ---------------------------------- | ---------------- | -------- | --------- | ------------- |
| 2002 | Championnats du monde juniors      | Kingston         | 1re      | 4 × 100 m | 43 s 40       |
| 2003 | Championnats panaméricains juniors | Bridgetown       | 2e       | 100 m     | 11 s 44       |
| 2003 | Championnats panaméricains juniors | Bridgetown       | 2e       | 4 x 100 m | 44 s 24       |
| 2004 | Jeux olympiques                    | Athènes          | 6e       | 100 m     | 11 s 07       |
| 2004 | Jeux olympiques                    | Athènes          | 1re      | 4 × 100 m | 41 s 73       |
| 2004 | Finale mondiale                    | Monaco           | 4e       | 100 m     | 11 s 23       |
| 2005 | Championnats du monde              | Helsinki         | 6e       | 100 m     | 11 s 09       |
| 2005 | Championnats du monde              | Helsinki         | 2e       | 4 × 100 m | 41 s 99       |
| 2005 | Finale mondiale                    | Monaco           | 6e       | 100 m     | 11 s 21       |
| 2006 | Jeux du Commonwealth               | Melbourne        | 1re      | 200 m     | 22 s 59       |
| 2006 | Jeux du Commonwealth               | Melbourne        | 1re      | 4 × 100 m | 43 s 10       |
| 2006 | Finale mondiale                    | Stuttgart        | 1re      | 100 m     | 10 s 89       |
| 2006 | Finale mondiale                    | Stuttgart        | 3e       | 200 m     | 22 s 22       |
| 2008 | Jeux olympiques                    | Pékin            | 2e       | 100 m     | 10 s 98       |
| 2008 | Jeux olympiques                    | Pékin            | 6e       | 200 m     | 22 s 36       |
| 2009 | Finale mondiale                    | Thessalonique    | 5e       | 100 m     | 11 s 20       |
| 2011 | Championnats du monde              | Daegu            | 8e       | 200 m     | 23 s 17       |
| 2011 | Championnats du monde              | Daegu            | 2e       | 4 × 100 m | 41 s 70       |
| 2012 | Jeux olympiques                    | Londres          | 2e       | 4 × 100 m | 41 s 41       |
| 2015 | Relais mondiaux de l'IAAF          | Nassau           | 2e       | 4 × 200 m | 1 min 31 s 73 |
| 2015 | Jeux panaméricains                 | Toronto          | 1re      | 100 m     | 10 s 95       |
| 2015 | Jeux panaméricains                 | Toronto          | 2e       | 4 x 100 m | 42 s 68       |
| 2015 | Championnats du monde              | Pékin            | 8e       | 200 m     | 22 s 50       |
| 2015 | Championnats du monde              | Pékin            | 1re      | 4 x 100 m | 41 s 09       |
| 2015 | Ligue de diamant                   | Ligue de diamant | 6e       | 200 m     | détails       |

## Records
| Épreuve | Performance | Lieu               | Date                         |
| ------- | ----------- | ------------------ | ---------------------------- |
| 60 m    | 7 s 29      | Fayetteville       | 19 février 2016              |
| 100 m   | 10 s 82     | Kingston           | 24 juin 2006                 |
| 200 m   | 22 s 00     | Kingston Stockholm | 25 juin 2006 25 juillet 2006 |